# Máximo Paz (Santa Fé)
Máximo Paz é uma comuna da província de Santa Fé, Departamento de Constitución, na Argentina. Está localizada a 65 km de Rosário e 269 km de Buenos Aires.

## História
Esta cidade foi fundada em 1892 por Dom Marcelo Paz e seus irmãos, em terras que possuíam, na ocasião foi feito um importante leilão de terras que deram origem a comuna.